# Școala de litere de la Ohrida

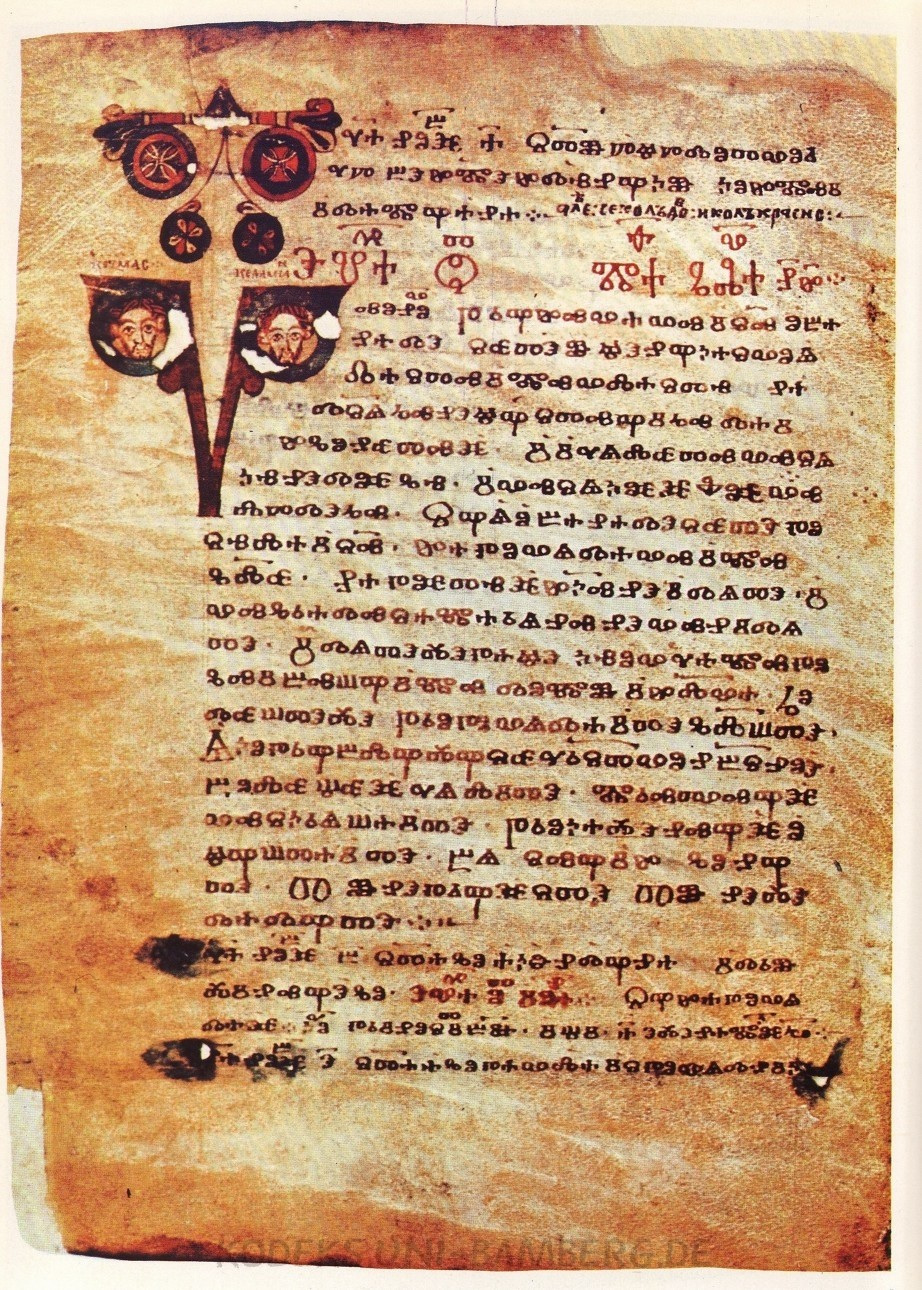
Codex Assemanius, text timpuriu în slavonă scrisă cu alfabetul glagolitic, este posibil să fi fost creat la școala de litere de la Ohrid.

Școala de litere de la Ohrida a fost unul din cele două mari centre culturale ale Primului Țarat Bulgar, alături de cea de la Preslav⁠(en)[traduceți]. Școala a fost înființată la Ohrida (astăzi în Republica Macedonia) în 886 de către Clement din Ohrida la porunca țarului Boris I al Bulgariei simultan sau la scurt timp după înființarea școlii de litere de la Preslav. După ce Clement a fost întronizat episcop de Drembica (Velika) în 893, școala a fost condusă de Sfântul Naum. 
Școala de litere de la Ohrida a utilizat alfabetul glagolitic de la înființarea sa până în secolul al XII-lea, iar de la sfârșitul secolului al IX-lea a început să utilizeze și scrierea chirilică.